# Annales Geophysicae
Annales Geophysicae est une revue scientifique à comité de lecture en libre accès publiée et diffusée par Copernicus Publications pour le compte de l'Union européenne des géosciences qui en assure la rédaction. Elle couvre différents domaines de la géophysique externe et de l'astrophysique. La revue est disponible en ligne et en version imprimée. Les articles sont publiés sous la licence Creative Commons Attribution 3.0.

## Thématiques
Annales Geophysicae couvre différents champs des sciences de la Terre et de l'Univers, notamment l'étude des interactions Soleil-Terre, de la ionosphère et de l'atmosphère, de la magnétosphère ou encore la physique des plasmas.

## Processus de publication
Le processus d'acceptation et de publication des articles est interactif et se fait en plusieurs étapes :
- Dans un premier temps, les articles passent un examen rapide par des pairs nommés par les directeurs de publication ;
- dans un deuxième temps, ils sont publiés sur le forum du site internet de l'Union européenne des géosciences : EGUsphere. Ils sont ensuite soumis pendant plusieurs semaines à une évaluation publique et interactive par tous les pairs qui le souhaitent, notamment sous forme de commentaires de référents (anonymes ou attribués), de commentaires supplémentaires d'autres membres de la communauté scientifique (attribués) et de réponses des auteurs ;
- enfin, s'ils sont acceptés par la communauté, une version révisée par les auteurs (tenant compte des remarques de l'étape précédente) est publiée dans la revue. Pour assurer la préséance de la publication pour les auteurs et pour fournir un historique vérifiable de la discussion scientifique en ligne, le journal et le forum sont archivés en permanence et entièrement consultables.

## Histoire
La revue est l'héritière lointaine du Bollettino della Societa Sismologica Italiana, fondé en 1895 par la Société sismologique italienne. Cette revue est ensuite absorbée par les nouvelles Annali di Geofisica en 1948.
En 1983, les Annali di Geofisica et les Annales de Géophysique, créées en 1942 par le Centre National de la Recherche Scientifique, fusionnent pour former le titre Annales Geophysicae, alors publié par Gauthier-Villars. En 1986, la revue se voit scindée en Annales Geophysicae, série A  et Annales Geophysicae, série B.
La série B fusionne par la suite avec le Geophysical Journal of the Royal Astronomical Society et le Journal of Geophysics pour former le Geophysical Journal. La série A redevient simplement Annales Geophysicae et absorbe certains thèmes de la série B laissés de côté par le Geophyscial Journal. Annales Geophysicae est désormais publiée par Copernicus Publications.

## Résumé et indexation
Cette revue est indexée dans les bases de données suivantes:
- Astrophysics Data System
- CAB Abstracts
- CNKI
- Chemical Abstracts Service
- Directory of Open Access Journals
- EBSCO
- GEOBASE
- GeoRef
- Journal Citation Reports
- ProQuest
- Science Citation Index Expanded
- Scopus